# Дуврен
Дуврен (фр. Douvrin) насеље је и општина у североисточној Француској у региону Север-Па д Кале, у департману Па де Кале која припада префектури Béthune.
По подацима из 2011. године у општини је живело 5000 становника, а густина насељености је износила 521,92 становника/km². Општина се простире на површини од 9,58 km². Налази се на средњој надморској висини од 25 метара (максималној 32 m, а минималној 19 m).

## Демографија
| 1962. | 1968. | 1975. | 1982. | 1990. | 1999. | 2011. |
| ----- | ----- | ----- | ----- | ----- | ----- | ----- |
| 4.350 | 4.659 | 4.736 | 4.415 | 5.442 | 5.431 | 5.000 |

График промене броја становника у току последњих година